# Memphis soul stew
Memphis soul stew is een single van King Curtis. Het is niet afkomstig van een regulier album, maar kwam wel later op verzamelalbums terecht. Memphis soul stew (Nederlands: Stoofpot van soul uit Memphis (Tennessee)) werd alleen in de Verenigde Staten een hitje. Negen weken notering kreeg het in de Billboard Hot 100 met als hoogste plaats de 33e. Belangrijkste ingrediënten van de stoofpot, aldus de mondelinge inleiding van Curtis zelf, zijn basgitaar en slagwerk. Hijzelf soleerde op zijn saxofoon. Live liep het nummer nog weleens uit naar meer dan 6 minuten. De leden van The King Pins, zijn begeleidingsband, kregen dan tijd om te soleren.
In moderne tijd waagde David Sanborn zich aan het nummer. Michael Brecker was een liefhebber van dit stuk. Marge Simpson zong haar versie onder de titel Springfield soul stew.

## NPO Radio 2 Top 2000
Memphis soul stew stond alleen in 1999 in de NPO Radio 2 Top 2000, op plek 1870.